# Atlantic Beach (Carolina do Norte)
Atlantic Beach é uma cidade  localizada no estado norte-americano de Carolina do Norte, no Condado de Carteret.

## Demografia
Segundo o censo norte-americano de 2000, a sua população era de 1781 habitantes. 
Em 2006, foi estimada uma população de 1836, um aumento de 55 (3.1%).

## Geografia
De acordo com o United States Census Bureau, a localidade tem uma área de 6,2 km², dos quais 5,6 km² cobertos por terra e 0,6 km² cobertos por água.

## Localidades na vizinhança
O diagrama seguinte representa as localidades num raio de 16 km ao redor de Atlantic Beach. 